# Островская, Виктория Григорьевна
Викто́рия Григо́рьевна Остро́вская (род. 1938, Омск, СССР) — советская и российская яхтсменка, путешественница, преподаватель.
Действительный член Русского географического общества. Организовала три парусных клуба для детей и молодежи в Москве и на Камчатке.

## Образование и работа
Окончила Московское высшее техническое училище им. Баумана (МВТУ) (факультет энергомашиностроения) и Петропавловск-Камчатское морское училище (ПКМУ). Проходила штурманскую стажировку на парусниках «Товарищ» и «Седов».
Окончив МВТУ им. Баумана, получила назначение в войсковую часть Министерства обороны, где проработала 8,5 лет, пройдя путь от инженера до руководителя группы.
С 1972 года заболела парусом и перешла на преподавательскую работу 
в химико-технологический техникум преподавателем по  холодильному делу до 1982 г. Работала преподавателем кафедры физподготовки МВТУ им. Баумана.
Работала старшим преподавателем высшего инженерного морского училища на Камчатке, внештатным корреспондентом журналов «Морской флот», «Спортивная жизнь России», «Физкультура и спорт», «Советская женщина», «Вокруг света».
Яхтенный капитан, диплом номер 65/83 от 25 декабря 1983 г.
Капитан дальнего плавания. Знак вручен начальником Камчатского морского пароходства Кулагиным Василием Георгиевичем в 1986 году.
Действительный член Русского географического общества.

## Основные походы и экспедиции
- 1979 год — участие в регате Кубок Балтийского моря в команде яхтсменов на яхте «Сахалин» из корсаковского яхт-клуба «Океан» о. Сахалин. Протяженность маршрута 1050 морских миль: Ленинград — Таллин — Вентспилс — Рига.

1980 год — Всесоюзная парусная регата Кубок Чёрного моря Маршрут: Сочи — Поти — Евпатория — Севастополь с экипажем яхты «Таврия» Яхт-клуба КЧФ Севастополь.
1981 год — экспедиция «Беринг-81» — научно-исторический и спортивный поход по маршруту Петропавловск-Камчатский — Командорские острова — Петропавловск-Камчатский — Владивосток на яхте «Русь-2» (капитан Юрий Рохин) и на яхте «Чукпука» ДВВИМУ (с участием Федора Конюхова а капитан яхты Лысенко Леонид Константинович).
1982 год — штурманская стажировка на учебном парусно-моторном судне барк «Товарищ» Херсонского мореходного училища имени лейтенанта Шмидта. Каботажное плавание по Чёрному морю 2200 морских миль. Капитан Олег Павлович Ванденко.
1982 год — поход вокруг острова Сахалин в честь 60-летия образования СССР с экипажем яхты «Сахалин» яхт-клуба «Океан» г. Корсакова. Вторая яхта похода «Лидер» г. Холмска, 2000 морских миль.
1983 год — Международная парусная регата «Кубок Балтийского моря» по маршруту: Ленинград — Таллин — Рига — Таллин, 820 морских миль с ленинградским экипажем на яхте «Фрам» спортклуба «Молния».
1983 год — дальний поход в эскадре крейсерских яхт из Днепропетровска в Севастополь в честь 200-летия Севастополя по маршруту: Днепропетровск-Запорожье-Каховка-Херсон-Очаков-Одесса со студентами МВТУ, которые были в экипажах днепропетровских яхт. Студенты добрались в Севастополь на поезде.
Участие во всесоюзной парусной регате «Кубок Чёрного моря» в честь 200- летия города Севастополя на яхте «Фея» с экипажем г. Николаева, 1167 морских миль. Маршрут: Ялта — Геленжик — Туапсе — Очамчира — Поти — Сочи — Судак — Ялта. После плавания перегон яхты более 100 морских миль г. Николаев — Ялта туда и обратно.
1984 год — первое в истории парусного спорта СССР женское одиночное 40-суточное плавание по Чёрному морю в честь 60-летия Морфлота СССР.
1986 год — научно-спортивная экспедиция МВТУ им. Баумана, журнала «Советская женщина» и ДСО «Буревестник». Была посвящена 40-летию победы советского народа над японскими милитаристами в водах Тихого океана на крейсерской яхте «Виктория-1» по маршруту Находка — Корсаков — Петропавловск-Камчатский — Усть-Камчатск — Командорские острова — Петропавловск-Камчатский. Впервые женщина-капитан яхты провела парусник в этих широтах.
1988 год — стажировка с будущим экипажем парусника «Паллада» г. Владивостока на барке «Седов» по маршруту: Севастополь — Италия — Ангола — остров Сан-Томе — Дания (Копенгаген) — Рига.
1989 год — участие в международной регате Catty-Sark с кадетами Петропавловск-Камчатского высшего инженерного морского училища на яхте «Виктория-2» (тип «Картер 30»).
1990—1991 годы — этапы кругосветного плавания с экипажем на яхте «Камчатка» (тип «Цетус») по маршруту Польша — Германия — Дания — Кельтский канал — Франция — Португалия — Гибралтарский пролив — Испания — Мальта — Греция — Египет — Суэцкий канал — Эфиопия — Баб-эль-Мандебский пролив — Йемен — Шри-Ланка — Индонезия — Сингапур.
Публикация в журнале «Советская женщина». По пути заходов в порты стран были публикации в местных газетах. ТВ канал 31 г. Мельбурна (Австралия) —п
интервью с капитаном Викторией Островской.
1992 (январь) — 1996 год — прилет в Австралию, подготовка к одиночному кругосветному плаванию под российским флагом. Три неудачных старта на яхте «Виктория-3» из порта Мельбурн.

## Жизнь в Австралии
С 90-х годов проживает в г. Мельбурн (Австралия).
1992 январь — 1996 годы. Прилет в Австралию, подготовка к кругосветному плаванию под российским флагом.
Первый старт 27 октября 1995. Дошла до входа в Бассов пролив по форватеру и оторвало лопасть винта двигателя, разбило дейдвуд, пошла вода в яхту. Вернулась галсами и все время откачивала воду. Проходила в заливе до утра. Зашла в яхт-клуб.
Второй старт 19 января 1996. Зашла по штормовому в Джилонг. Механики с российского судна осмотрели двигатель и составили акт о том, что ремонт не закончен.
Третий старт 11 марта 1996. Закончилась виза и пришлось выходить в море перед обещанным сильным циклоном, направляющимся прямо в Басов пролив по моему пути. В 3-4 часа ночи большая волна перевернула яхту на 360 градусов. Викторию выбросило на палубу за страховочный фал. Сломан автопилот, заклинило двигатель, оторвало плот. У Виктории были сломаны ребра.
Семь дней и ночей управляла яхтой вручную без сна. Яхту понесло на нефтяные платформы. Сменить штормовой триссель на парус с большей парусностью не смогла, задыхалась. Дала сигнал SOS, попросила доктора.
С вертолёта пришел доктор, оказал помощь, но с ним идти и бросить яхту отказалась. Вызванный спасательный бот отбуксировал яхту с Викторией на борту в городок на юго-востоке штата Лейк энтранс.
«24 октября 1996 г. у меня украли паспорт моряка. Генеральное консульство и посольство России в Австралии поступили со мной как МОК с российскими параолимпийцами: мне не выдали новый паспорт, лишив меня старта в кругосветном плавании и лишили меня российского гражданства на 12 лет, сделав меня иммигранткой против моей воли. Только после обращения к президенту Путину В. В. в декабре 2007 г. мне выдали новый паспорт 29.02.2008 г., вернув мне гражданство Российской Федерации»,- В.Островская
В 2004 г., находясь в г. Мельбурне, удочерила из белорусского детского дома дочку своего брата Викторию Гутырчик. Она проживает в Мельбурне, вышла замуж и родила сына Максима.
Все время нахождения в Австралии продолжает контактировать с Анатолием Тимченко, встречаться в России и ходить в моря и океан с российскими яхтсменами, членами экипажей Камчатки и МВТУ им. Баумана.